# El Pueyo de Araguás
El Pueyo de Araguás est une municipalité de la comarque de Sobrarbe, dans la province de Huesca, dans la communauté autonome d'Aragon en Espagne.

## Lieux et monuments
- Abbaye Saint-Victorien